# Milwaukee Bucks 2018-2019
La stagione 2018-2019 dei Milwaukee Bucks è stata la 51ª stagione della franchigia nella NBA.

## Draft
| Giro | Scelta | Giocatore        | Ruolo | Nazionalità | Università/Squadra |
| ---- | ------ | ---------------- | ----- | ----------- | ------------------ |
| 1    | 17     | Donte DiVincenzo | G     | Stati Uniti | Villanova Wildcats |

## Roster
| \| Pos. \| Num. \| Naz. \| Nome \| Altezza \| Peso \| Data nascita \| Provenienza \| \| ---- \| ---- \| ---- \| ---------------------- \| ------- \| ------ \| ------------ \| ------------------ \| \| G \| 0 \| \| Duval, Trevon (TW) \| 188 cm \| 86 kg \| 03-08-1998 \| Duke \| \| G \| 3 \| \| Hill, George \| 191 cm \| 85 kg \| 04-05-1986 \| IUPUI \| \| A \| 5 \| \| Wilson, D.J. \| 208 cm \| 107 kg \| 19-02-1996 \| Michigan \| \| P \| 6 \| \| Bledsoe, Eric \| 185 cm \| 93 kg \| 09-12-1989 \| Kentucky \| \| AG/C \| 7 \| \| Maker, Thon \| 216 cm \| 101 kg \| 25-02-1997 \| Orangeville Prep \| \| G \| 9 \| \| DiVincenzo, Donte \| 193 cm \| 92 kg \| 31-01-1997 \| Villanova \| \| C \| 11 \| \| Lopez, Brook \| 213 cm \| 122 kg \| 01-04-1988 \| Stanford \| \| P/G \| 13 \| \| Brogdon, Malcolm \| 196 cm \| 98 kg \| 11-12-1992 \| Virginia \| \| A/C \| 17 \| \| Gasol, Pau \| 213 cm \| 113 kg \| 06-07-1980 \| Spagna \| \| C \| 20 \| \| Smith, Jason \| 213 cm \| 109 kg \| 02-03-1986 \| Colorado State \| \| G \| 21 \| \| Snell, Tony \| 201 cm \| 100 kg \| 10-11-1991 \| New Mexico \| \| AP \| 22 \| \| Middleton, Khris \| 203 cm \| 106 kg \| 12-08-1991 \| Texas A&M \| \| G \| 23 \| \| Brown, Sterling \| 198 cm \| 104 kg \| 10-02-1995 \| Southern Methodist \| \| G \| 24 \| \| Connaughton, Pat \| 193 cm \| 95 kg \| 06-01-1993 \| Notre Dame \| \| G \| 30 \| \| Morris, Jaylen (TW) \| 196 cm \| 84 kg \| 19-09-1995 \| Molloy \| \| A \| 34 \| \| Antetokounmpo, Giannīs \| 211 cm \| 101 kg \| 06-12-1994 \| Grecia \| \| A \| 35 \| \| Wood, Christian \| 208 cm \| 97 kg \| 27-09-1995 \| UNLV \| \| A/C \| 41 \| \| Mirotić, Nikola \| 208 cm \| 113 kg \| 11-02-1991 \| Spagna \| \| A \| 50 \| \| Colson, Bonzie (TW) \| 198 cm \| 102 kg \| 12-01-1996 \| Notre Dame \| \| A \| 77 \| \| İlyasova, Ersan \| 208 cm \| 107 kg \| 15-05-1987 \| Turchia \| | Allenatore - Mike Budenholzer Assistente/i - Vin Baker - Darvin Ham - Taylor Jenkins - Charles Lee - Joshua Longstaff - Patrick St. Andrews - Ben Sullivan Legenda - (C) Capitano - (FA) Free agent - (S) Sospeso - (TW) Contratto Two-way - (GL) Assegnato a squadra G League affiliata - Infortunato Roster • Transazioni · Ultima transazione: 7 dicembre 2018 |                                                 |                        |         |        |              |                    |
| Pos. | Num. | Naz.                                            | Nome                   | Altezza | Peso   | Data nascita | Provenienza        |
| G | 0 | Stati Uniti (bandiera)                          | Duval, Trevon (TW)     | 188 cm  | 86 kg  | 03-08-1998   | Duke               |
| G | 3 | Stati Uniti (bandiera)                          | Hill, George           | 191 cm  | 85 kg  | 04-05-1986   | IUPUI              |
| A | 5 | Stati Uniti (bandiera)                          | Wilson, D.J.           | 208 cm  | 107 kg | 19-02-1996   | Michigan           |
| P | 6 | Stati Uniti (bandiera)                          | Bledsoe, Eric          | 185 cm  | 93 kg  | 09-12-1989   | Kentucky           |
| AG/C | 7 | Sudan del Sud (bandiera) · Australia (bandiera) | Maker, Thon            | 216 cm  | 101 kg | 25-02-1997   | Orangeville Prep   |
| G | 9 | Stati Uniti (bandiera)                          | DiVincenzo, Donte      | 193 cm  | 92 kg  | 31-01-1997   | Villanova          |
| C | 11 | Stati Uniti (bandiera)                          | Lopez, Brook           | 213 cm  | 122 kg | 01-04-1988   | Stanford           |
| P/G | 13 | Stati Uniti (bandiera)                          | Brogdon, Malcolm       | 196 cm  | 98 kg  | 11-12-1992   | Virginia           |
| A/C | 17 | Spagna (bandiera)                               | Gasol, Pau             | 213 cm  | 113 kg | 06-07-1980   | Spagna             |
| C | 20 | Stati Uniti (bandiera)                          | Smith, Jason           | 213 cm  | 109 kg | 02-03-1986   | Colorado State     |
| G | 21 | Stati Uniti (bandiera)                          | Snell, Tony            | 201 cm  | 100 kg | 10-11-1991   | New Mexico         |
| AP | 22 | Stati Uniti (bandiera)                          | Middleton, Khris       | 203 cm  | 106 kg | 12-08-1991   | Texas A&M          |
| G | 23 | Stati Uniti (bandiera)                          | Brown, Sterling        | 198 cm  | 104 kg | 10-02-1995   | Southern Methodist |
| G | 24 | Stati Uniti (bandiera)                          | Connaughton, Pat       | 193 cm  | 95 kg  | 06-01-1993   | Notre Dame         |
| G | 30 | Stati Uniti (bandiera)                          | Morris, Jaylen (TW)    | 196 cm  | 84 kg  | 19-09-1995   | Molloy             |
| A | 34 | Grecia (bandiera)                               | Antetokounmpo, Giannīs | 211 cm  | 101 kg | 06-12-1994   | Grecia             |
| A | 35 | Stati Uniti (bandiera)                          | Wood, Christian        | 208 cm  | 97 kg  | 27-09-1995   | UNLV               |
| A/C | 41 | Spagna (bandiera)                               | Mirotić, Nikola        | 208 cm  | 113 kg | 11-02-1991   | Spagna             |
| A | 50 | Stati Uniti (bandiera)                          | Colson, Bonzie (TW)    | 198 cm  | 102 kg | 12-01-1996   | Notre Dame         |
| A | 77 | Turchia (bandiera)                              | İlyasova, Ersan        | 208 cm  | 107 kg | 15-05-1987   | Turchia            |

### Division
| Central Division    | V  | S  | V%    | PR  | Casa | Trasf | Div | PG |
| ------------------- | -- | -- | ----- | --- | ---- | ----- | --- | -- |
| Milwaukee Bucks     | 14 | 5  | 0.737 | 0   | 10-2 | 4-3   | 2-0 | 19 |
| Indiana Pacers      | 11 | 8  | 0.579 | 3.0 | 6-4  | 5-4   | 2-1 | 19 |
| Detroit Pistons     | 9  | 7  | 0.563 | 3.5 | 5-3  | 4-4   | 3-0 | 16 |
| Chicago Bulls       | 5  | 15 | 0.250 | 9.5 | 3-8  | 2-7   | 1-3 | 20 |
| Cleveland Cavaliers | 4  | 14 | 0.222 | 9.5 | 3-6  | 1-8   | 0-4 | 18 |

### Conference
| Eastern Conference | Eastern Conference     | Eastern Conference | Eastern Conference | Eastern Conference | Eastern Conference | Eastern Conference |
| #                  | Squadra                | V                  | S                  | V%                 | PR                 | PG                 |
| ------------------ | ---------------------- | ------------------ | ------------------ | ------------------ | ------------------ | ------------------ |
| 1                  | z – Milwaukee Bucks    | 60                 | 22                 | .732               | –                  | 82                 |
| 2                  | y – Toronto Raptors    | 58                 | 24                 | .707               | 2,0                | 82                 |
| 3                  | x – Philadelphia 76ers | 51                 | 31                 | .622               | 9,0                | 82                 |
| 4                  | x – Boston Celtics     | 49                 | 33                 | .598               | 11,0               | 82                 |
| 5                  | x – Indiana Pacers     | 48                 | 34                 | .585               | 12,0               | 82                 |
| 6                  | x – Brooklyn Nets      | 42                 | 40                 | .512               | 18,0               | 82                 |
| 7                  | y – Orlando Magic      | 42                 | 40                 | .512               | 18,0               | 82                 |
| 8                  | x – Detroit Pistons    | 41                 | 41                 | .500               | 19,0               | 82                 |
|                    |                        |                    |                    |                    |                    |                    |
| 9                  | Charlotte Hornets      | 39                 | 43                 | .476               | 21,0               | 82                 |
| 10                 | Miami Heat             | 39                 | 43                 | .476               | 21,0               | 82                 |
| 11                 | Wash. Wizards          | 32                 | 50                 | .390               | 28,0               | 82                 |
| 12                 | Atlanta Hawks          | 29                 | 53                 | .354               | 31,0               | 82                 |
| 13                 | Chicago Bulls          | 22                 | 60                 | .268               | 38,0               | 82                 |
| 14                 | Cleveland Cavaliers    | 19                 | 63                 | .232               | 41,0               | 82                 |
| 15                 | N.Y. Knicks            | 17                 | 65                 | .207               | 43,0               | 82                 |

## Mercato

### Acquisti
| Giocatore       | Data              | Provenienza         |
| --------------- | ----------------- | ------------------- |
| Ersan İlyasova  | 16 luglio 2018    | Philadelphia 76ers  |
| Brook Lopez     | 17 luglio 2018    | L.A. Lakers         |
| Trevon Duval    | Contratto Two-way | Duke Blue Devils    |
| Brandon McCoy   | 31 luglio 2018    | UNLV R. Rebels      |
| Travis Trice    | 31 luglio 2018    | Champville          |
| Jaylen Morris   | Contratto Two-way | Auxilium Torino     |
| Pat Connaughton | 1 agosto 2018     | Portland T. Blazers |
| Jordan Barnett  | 7 agosto 2018     | Missouri Tigers     |
| Tim Frazier     | 22 settembre 2018 | Wash. Wizards       |
| Christian Wood  | 22 settembre 2018 | Delaware 87ers      |

### Cessioni
| Giocatore      | Data           | Provenienza    |
| -------------- | -------------- | -------------- |
| Jabari Parker  | 14 luglio 2018 | Chicago Bulls  |
| Jordan Barnett |                | Wisconsin Herd |
| Brandon McCoy  |                | Wisconsin Herd |
| Travis Trice   |                | Wisconsin Herd |

### Scambi
| 15 ottobre 2018 | Milwaukee Bucks Jodie Meeks Scelta 2º giro Draft 2019 Cash considerations                                                                             | Wash. Wizards Scelta 2º giro Draft 2019 |
| 7 dicembre 2018 | Milwaukee Bucks George Hill (da Cleveland) Jason Smith (da Washington)Scelta Washington Wizards 2º giro Draft 2021 (da Cleveland)Draft considerations | Cleveland Cavaliers Matthew Dellavedova (da Milwaukee) John Henson (da Milwaukee) Scelta Milwaukee Bucks 1º giro Draft 2021 Scelta 2º giro Draft 2021 (da Milwaukee)Scelta 2º giro Draft 2022 (da Washington) Cash considerations (da Washington) |
| 7 dicembre 2018 | Wash. WizardsSam Dekker (da Cleveland) | |

## Calendario e risultati

### Preseason
| Preseason 2018                                    | Preseason 2018                                    | Preseason 2018                                    | Preseason 2018                                    | Preseason 2018                                    | Preseason 2018                                    | Preseason 2018                                    | Preseason 2018                                    | Preseason 2018                                    |
| Record preseason: 3-1 (Casa: 2-0; Trasferta: 1-1) | Record preseason: 3-1 (Casa: 2-0; Trasferta: 1-1) | Record preseason: 3-1 (Casa: 2-0; Trasferta: 1-1) | Record preseason: 3-1 (Casa: 2-0; Trasferta: 1-1) | Record preseason: 3-1 (Casa: 2-0; Trasferta: 1-1) | Record preseason: 3-1 (Casa: 2-0; Trasferta: 1-1) | Record preseason: 3-1 (Casa: 2-0; Trasferta: 1-1) | Record preseason: 3-1 (Casa: 2-0; Trasferta: 1-1) | Record preseason: 3-1 (Casa: 2-0; Trasferta: 1-1) |
| Partita                                           | Data                                              | Avversario                                        | Punteggio                                         | Più punti                                         | Più rimbalzi                                      | Più assist                                        | Stadio e spettatori                               | Record                                            |
| ------------------------------------------------- | ------------------------------------------------- | ------------------------------------------------- | ------------------------------------------------- | ------------------------------------------------- | ------------------------------------------------- | ------------------------------------------------- | ------------------------------------------------- | ------------------------------------------------- |
| 1                                                 | 3.10.2018                                         | Chicago Bulls                                     | V 116-82                                          | Antetokounmpo (19)                                | Antetokounmpo (13)                                | Bledsoe, DiVincenzo, Frazier (6)                  | Fiserv Forum (15.107)                             | 1-0                                               |
| 2                                                 | 7.10.2018                                         | @ Minnesota T'wolves                              | V 125-107                                         | Antetokounmpo (21)                                | Antetokounmpo (10)                                | Frazier (5)                                       | Hilton Coliseum (11.603)                          | 2-0                                               |
| 3                                                 | 9.10.2018                                         | @ Oklahoma Thunder                                | P 115-119 (OT)                                    | Wood (23)                                         | Wood (8)                                          | Brogdon (5)                                       | Chesapeake Energy Arena (18.203)                  | 2-1                                               |
| 4                                                 | 12.10.2018                                        | Minnesota T'wolves                                | V 143-121                                         | Antetokounmpo (32)                                | Antetokounmpo (12)                                | Antetokounmpo (10)                                | Fiserv Forum (14.724)                             | 3-1                                               |

### Regular season

#### Ottobre
| Ottobre 2018                                    | Ottobre 2018                                    | Ottobre 2018                                    | Ottobre 2018                                    | Ottobre 2018                                    | Ottobre 2018                                    | Ottobre 2018                                    | Ottobre 2018                                    | Ottobre 2018                                    |
| Record ottobre: 7-0 (Casa: 5-0; Trasferta: 2-0) | Record ottobre: 7-0 (Casa: 5-0; Trasferta: 2-0) | Record ottobre: 7-0 (Casa: 5-0; Trasferta: 2-0) | Record ottobre: 7-0 (Casa: 5-0; Trasferta: 2-0) | Record ottobre: 7-0 (Casa: 5-0; Trasferta: 2-0) | Record ottobre: 7-0 (Casa: 5-0; Trasferta: 2-0) | Record ottobre: 7-0 (Casa: 5-0; Trasferta: 2-0) | Record ottobre: 7-0 (Casa: 5-0; Trasferta: 2-0) | Record ottobre: 7-0 (Casa: 5-0; Trasferta: 2-0) |
| Partita                                         | Data                                            | Avversario                                      | Punteggio                                       | Più punti                                       | Più rimbalzi                                    | Più assist                                      | Spettatori                                      | Record                                          |
| ----------------------------------------------- | ----------------------------------------------- | ----------------------------------------------- | ----------------------------------------------- | ----------------------------------------------- | ----------------------------------------------- | ----------------------------------------------- | ----------------------------------------------- | ----------------------------------------------- |
| 1                                               | 17.10.2018                                      | @ Charlotte Hornets                             | V 113-112                                       | Antetokounmpo (25)                              | Antetokounmpo (18)                              | Antetokounmpo (8)                               | Spectrum Center (17.889)                        | 1-0                                             |
| 2                                               | 19.10.2018                                      | Indiana Pacers                                  | V 118-101                                       | Antetokounmpo (26)                              | Antetokounmpo (15)                              | Bledsoe, Brogdon (7)                            | Fiserv Forum (17.341)                           | 2-0                                             |
| 3                                               | 22.10.2018                                      | N.Y. Knicks                                     | V 124-113                                       | Antetokounmpo (31)                              | Antetokounmpo (15)                              | Bledsoe (13)                                    | Fiserv Forum (16.228)                           | 3-0                                             |
| 4                                               | 24.10.2018                                      | Philadelphia 76ers                              | V 123-108                                       | Antetokounmpo (32)                              | Antetokounmpo (18)                              | Antetokounmpo (10)                              | Fiserv Forum (17.341)                           | 4-0                                             |
| 5                                               | 26.10.2018                                      | @ Minnesota T'wolves                            | V 125-95                                        | Middleton, İlyasova (16)                        | Antetokounmpo (12)                              | Bledsoe (9)                                     | Target Center (16.334)                          | 5-0                                             |
| 6                                               | 27.10.2018                                      | Orlando Magic                                   | V 113-91                                        | Antetokounmpo (21)                              | İlyasova (10)                                   | İlyasova (6)                                    | Fiserv Forum (17.341)                           | 6-0                                             |
| 7                                               | 29.10.2018                                      | Toronto Raptors                                 | V 124-109                                       | İlyasova (19)                                   | İlyasova (10)                                   | Middleton, Bledsoe (8)                          | Fiserv Forum (17.341)                           | 7-0                                             |

#### Novembre
| Novembre 2018                                    | Novembre 2018                                    | Novembre 2018                                    | Novembre 2018                                    | Novembre 2018                                    | Novembre 2018                                    | Novembre 2018                                    | Novembre 2018                                    | Novembre 2018                                    |
| Record novembre: 8-6 (Casa: 6-2; Trasferta: 2-4) | Record novembre: 8-6 (Casa: 6-2; Trasferta: 2-4) | Record novembre: 8-6 (Casa: 6-2; Trasferta: 2-4) | Record novembre: 8-6 (Casa: 6-2; Trasferta: 2-4) | Record novembre: 8-6 (Casa: 6-2; Trasferta: 2-4) | Record novembre: 8-6 (Casa: 6-2; Trasferta: 2-4) | Record novembre: 8-6 (Casa: 6-2; Trasferta: 2-4) | Record novembre: 8-6 (Casa: 6-2; Trasferta: 2-4) | Record novembre: 8-6 (Casa: 6-2; Trasferta: 2-4) |
| Partita                                          | Data                                             | Avversario                                       | Punteggio                                        | Più punti                                        | Più rimbalzi                                     | Più assist                                       | Spettatori                                       | Record                                           |
| ------------------------------------------------ | ------------------------------------------------ | ------------------------------------------------ | ------------------------------------------------ | ------------------------------------------------ | ------------------------------------------------ | ------------------------------------------------ | ------------------------------------------------ | ------------------------------------------------ |
| 8                                                | 1.11.2018                                        | @ Boston Celtics                                 | P 113-117                                        | Antetokounmpo (33)                               | Antetokounmpo (11)                               | Bledsoe (7)                                      | TD Garden (18.624)                               | 7-1                                              |
| 9                                                | 4.11.2018                                        | Sacramento Kings                                 | V 144-109                                        | Antetokounmpo (26)                               | Antetokounmpo (15)                               | Antetokounmpo (11)                               | Fiserv Forum (17.341)                            | 8-1                                              |
| 10                                               | 6.11.2018                                        | @ Portland T. Blazers                            | P 103-118                                        | Antetokounmpo (23)                               | Antetokounmpo, İlyasova (9)                      | Bledsoe (7)                                      | Moda Center (19.512)                             | 8-2                                              |
| 11                                               | 8.11.2018                                        | @ G.S. Warriors                                  | V 134-111                                        | Bledsoe (26)                                     | Antetokounmpo (9)                                | Middleton, Bledsoe (6)                           | Oracle Arena (19.596)                            | 9-2                                              |
| 12                                               | 10.11.2018                                       | @ L.A. Clippers                                  | P 126-128 (OT)                                   | Antetokounmpo (27)                               | Antetokounmpo (18)                               | Middleton, Bledsoe, Connaughton (5)              | Staples Center (17.486)                          | 9-3                                              |
| 13                                               | 11.11.2018                                       | @ Denver Nuggets                                 | V 121-114                                        | Lopez (28)                                       | Antetokounmpo (9)                                | Antetokounmpo (8)                                | Pepsi Center (19.520)                            | 10-3                                             |
| 14                                               | 14.11.2018                                       | Memphis Grizzlies                                | P 113-116                                        | Antetokounmpo (31)                               | Antetokounmpo (9)                                | Bledsoe (7)                                      | Fiserv Forum (16.817)                            | 10-4                                             |
| 15                                               | 16.11.2018                                       | Chicago Bulls                                    | V 123-104                                        | Bledsoe (25)                                     | Antetokounmpo (13)                               | Middleton (8)                                    | Fiserv Forum (17.341)                            | 11-4                                             |
| 16                                               | 19.11.2018                                       | Denver Nuggets                                   | V 104-98                                         | Antetokounmpo (29)                               | Antetokounmpo (12)                               | Antetokounmpo (6)                                | Fiserv Forum (17.341)                            | 12-4                                             |
| 17                                               | 21.11.2018                                       | Portland T. Blazers                              | V 143-100                                        | Antetokounmpo (33)                               | Antetokounmpo (16)                               | Antetokounmpo (9)                                | Fiserv Forum (17.591)                            | 13-4                                             |
| 18                                               | 21.11.2018                                       | Phoenix Suns                                     | P 114-116                                        | Antetokounmpo (35)                               | Antetokounmpo (10)                               | Bledsoe (7)                                      | Fiserv Forum (17.852)                            | 13-5                                             |
| 19                                               | 24.11.2018                                       | San Antonio Spurs                                | V 135-129                                        | Antetokounmpo (34)                               | Antetokounmpo (18)                               | Bledsoe (10)                                     | Fiserv Forum (17.559)                            | 14-5                                             |
| 20                                               | 26.11.2018                                       | @ Charlotte Hornets                              | P 107-110                                        | Antetokounmpo (20)                               | Antetokounmpo (13)                               | Antetokounmpo (9)                                | Fiserv Forum (13.805)                            | 14-6                                             |
| 21                                               | 28.11.2018                                       | Chicago Bulls                                    | V 116-113                                        | Antetokounmpo (36)                               | Antetokounmpo (11)                               | Antetokounmpo (8)                                | Fiserv Forum (16.660)                            | 15-6                                             |

#### Dicembre
| Dicembre 2018                                     | Dicembre 2018                                     | Dicembre 2018                                     | Dicembre 2018                                     | Dicembre 2018                                     | Dicembre 2018                                     | Dicembre 2018                                     | Dicembre 2018                                     | Dicembre 2018                                     |
| Record dicembre: 10-4 (Casa: 5-1; Trasferta: 5-3) | Record dicembre: 10-4 (Casa: 5-1; Trasferta: 5-3) | Record dicembre: 10-4 (Casa: 5-1; Trasferta: 5-3) | Record dicembre: 10-4 (Casa: 5-1; Trasferta: 5-3) | Record dicembre: 10-4 (Casa: 5-1; Trasferta: 5-3) | Record dicembre: 10-4 (Casa: 5-1; Trasferta: 5-3) | Record dicembre: 10-4 (Casa: 5-1; Trasferta: 5-3) | Record dicembre: 10-4 (Casa: 5-1; Trasferta: 5-3) | Record dicembre: 10-4 (Casa: 5-1; Trasferta: 5-3) |
| Partita                                           | Data                                              | Avversario                                        | Punteggio                                         | Più punti                                         | Più rimbalzi                                      | Più assist                                        | Spettatori                                        | Record                                            |
| ------------------------------------------------- | ------------------------------------------------- | ------------------------------------------------- | ------------------------------------------------- | ------------------------------------------------- | ------------------------------------------------- | ------------------------------------------------- | ------------------------------------------------- | ------------------------------------------------- |
| 22                                                | 1.12.2018                                         | @ N.Y. Knicks                                     | P 134-136 (OT)                                    | Antetokounmpo (33)                                | Antetokounmpo (19)                                | Antetokounmpo, Bledsoe (7)                        | Madison Square Garden (19.812)                    | 15-7                                              |
| 23                                                | 5.12.2018                                         | Denver Nuggets                                    | V 115-92                                          | Bledsoe (27)                                      | Antetokounmpo (8)                                 | Dellavedova (6)                                   | Fiserv Forum (16.541)                             | 16-7                                              |
| 24                                                | 7.12.2018                                         | G.S. Warriors                                     | P 95-105                                          | Antetokounmpo (22)                                | Antetokounmpo (15)                                | Antetokounmpo (5)                                 | Fiserv Forum (17.852)                             | 16-8                                              |
| 25                                                | 9.12.2018                                         | @ Toronto Raptors                                 | V 104-99                                          | Antetokounmpo, Lopez (19)                         | Antetokounmpo (19)                                | Antetokounmpo (6)                                 | Scotiabank Arena (19.800)                         | 17-8                                              |
| 26                                                | 10.12.2018                                        | Cleveland Cavaliers                               | V 108-92                                          | Bledsoe (20)                                      | Bledsoe (12)                                      | Bledsoe, Brogdon (5)                              | Fiserv Forum (17.155)                             | 18-8                                              |
| 27                                                | 12.12.2018                                        | @ Indiana Pacers                                  | P 97-113                                          | Bledsoe (26)                                      | Antetokounmpo (10)                                | Antetokounmpo (7)                                 | Bankers Life Fieldhouse (17.070)                  | 18-9                                              |
| 28                                                | 14.12.2018                                        | @ Cleveland Cavaliers                             | V 114-102                                         | Antetokounmpo (44)                                | Antetokounmpo (14)                                | Antetokounmpo (8)                                 | Quicken Loans Arena (19.432)                      | 19-9                                              |
| 29                                                | 17.12.2018                                        | @ Detroit Pistons                                 | V 107-104                                         | Antetokounmpo (32)                                | Antetokounmpo (12)                                | Bledsoe (9)                                       | Little Caesars Arena (15.051)                     | 20-9                                              |
| 30                                                | 19.12.2018                                        | N.O. Pelicans                                     | V 123-115                                         | Antetokounmpo (32)                                | Wilson (32)                                       | Antetokounmpo (32)                                | Fiserv Forum (17.341)                             | 21-9                                              |
| 31                                                | 21.12.2018                                        | @ Boston Celtics                                  | V 120-107                                         | Antetokounmpo (30)                                | Antetokounmpo, Brogdon (9)                        | Antetokounmpo, Middleton (5)                      | TD Garden (18.624)                                | 22-9                                              |
| 32                                                | 22.12.2018                                        | @ Miami Heat                                      | P 87-94                                           | Middleton (18)                                    | Antetokounmpo (13)                                | Bledsoe (6)                                       | American Airlines Arena (19.600)                  | 22-10                                             |
| 33                                                | 25.12.2018                                        | @ N.Y. Knicks                                     | V 109-95                                          | Antetokounmpo (30)                                | Antetokounmpo (14)                                | Bledsoe (5)                                       | Madison Square Garden (19.812)                    | 23-10                                             |
| 34                                                | 27.12.2018                                        | N.Y. Knicks                                       | V 112-96                                          | Antetokounmpo (31)                                | Antetokounmpo (14)                                | Antetokounmpo (8)                                 | Fiserv Forum (18.058)                             | 24-10                                             |
| 35                                                | 29.12.2018                                        | Brooklyn Nets                                     | V 129-115                                         | Antetokounmpo (31)                                | Antetokounmpo (11)                                | Antetokounmpo (10)                                | Fiserv Forum (17.913)                             | 25-10                                             |

#### Gennaio
| Gennaio 2019                                    | Gennaio 2019                                    | Gennaio 2019                                    | Gennaio 2019                                    | Gennaio 2019                                    | Gennaio 2019                                    | Gennaio 2019                                    | Gennaio 2019                                    | Gennaio 2019                                    |
| Record gennaio: 9-2 (Casa: 5-1; Trasferta: 4-1) | Record gennaio: 9-2 (Casa: 5-1; Trasferta: 4-1) | Record gennaio: 9-2 (Casa: 5-1; Trasferta: 4-1) | Record gennaio: 9-2 (Casa: 5-1; Trasferta: 4-1) | Record gennaio: 9-2 (Casa: 5-1; Trasferta: 4-1) | Record gennaio: 9-2 (Casa: 5-1; Trasferta: 4-1) | Record gennaio: 9-2 (Casa: 5-1; Trasferta: 4-1) | Record gennaio: 9-2 (Casa: 5-1; Trasferta: 4-1) | Record gennaio: 9-2 (Casa: 5-1; Trasferta: 4-1) |
| Partita                                         | Data                                            | Avversario                                      | Punteggio                                       | Più punti                                       | Più rimbalzi                                    | Più assist                                      | Spettatori                                      | Record                                          |
| ----------------------------------------------- | ----------------------------------------------- | ----------------------------------------------- | ----------------------------------------------- | ----------------------------------------------- | ----------------------------------------------- | ----------------------------------------------- | ----------------------------------------------- | ----------------------------------------------- |
| 36                                              | 1.1.2019                                        | Detroit Pistons                                 | V 121-98                                        | Lopez (25)                                      | Antetokounmpo (8)                               | Antetokounmpo (7)                               | Fiserv Forum (17.534)                           | 26-10                                           |
| 37                                              | 4.1.2019                                        | Atlanta Hawks                                   | V 144-112                                       | Middleton, Brogdon (19)                         | İlyasova (10)                                   | Antetokounmpo (10)                              | Fiserv Forum (17.632)                           | 27-10                                           |
| 38                                              | 5.1.2019                                        | Toronto Raptors                                 | P 116-123                                       | Antetokounmpo (43)                              | Antetokounmpo (18)                              | Middleton (9)                                   | Fiserv Forum (18.028)                           | 27-11                                           |
| 39                                              | 7.1.2019                                        | Utah Jazz                                       | V 114-102                                       | Antetokounmpo (30)                              | Antetokounmpo (10)                              | Bledsoe (6)                                     | Fiserv Forum (17.341)                           | 28-11                                           |
| 40                                              | 9.1.2019                                        | @ Houston Rockets                               | V 116-109                                       | Antetokounmpo (27)                              | Antetokounmpo (21)                              | Bledsoe, Antetokounmpo (5)                      | Toyota Center (18.055)                          | 29-11                                           |
| 41                                              | 11.1.2019                                       | @ Wash. Wizards                                 | P 106-113                                       | Middleton (25)                                  | Bledsoe, Middleton (8)                          | Bledsoe (9)                                     | Capital One Arena (17.966)                      | 29-12                                           |
| 42                                              | 13.1.2019                                       | @ Atlanta Hawks                                 | V 133-114                                       | Antetokounmpo (33)                              | Middleton (11)                                  | Bledsoe (10)                                    | State Farm Arena (17.966)                       | 30-12                                           |
| 43                                              | 15.1.2019                                       | Miami Heat                                      | V 124-86                                        | Bledsoe (33)                                    | Antetokounmpo (11)                              | Antetokounmpo (10)                              | Fiserv Forum (17.626)                           | 31-12                                           |
| 44                                              | 16.1.2019                                       | @ Memphis Grizzlies                             | V 111-101                                       | Antetokounmpo (27)                              | Antetokounmpo (11)                              | Middleton (5)                                   | FedExForum (14.921)                             | 32-12                                           |
| 45                                              | 19.1.2019                                       | @ Orlando Magic                                 | V 118-108                                       | Antetokounmpo (25)                              | Antetokounmpo (13)                              | Antetokounmpo (5)                               | Amway Center (18.846)                           | 33-12                                           |
| 46                                              | 21.1.2019                                       | Dallas Mavericks                                | V 116-106                                       | Antetokounmpo (31)                              | Antetokounmpo (15)                              | Bledsoe, Antetokounmpo (5)                      | Fiserv Forum (17.963)                           | 34-12                                           |

## Premi individuali
| Assegnato a           | Premio                                       | Data premio      | Ref.  |
| --------------------- | -------------------------------------------- | ---------------- | ----- |
| Giannīs Antetokounmpo | Giocatore della settimana Eastern Conference | 29 ottobre 2018  | [ 1 ] |
| Giannīs Antetokounmpo | Giocatore della settimana Eastern Conference | 26 novembre 2018 | [ 2 ] |
| Giannīs Antetokounmpo | Giocatore del mese Eastern Conference        | 3 dicembre 2018  | [ 3 ] |
| Giannīs Antetokounmpo | Giocatore della settimana Eastern Conference | 24 dicembre 2018 | [ 2 ] |
| Giannīs Antetokounmpo | Giocatore della settimana Eastern Conference | 31 dicembre 2018 | [ 4 ] |
| Giannīs Antetokounmpo | Giocatore del mese Eastern Conference        | 3 gennaio 2019   | [ 5 ] |